# Adinia xenica
Adinia xenica is een straalvinnige vissensoort uit de familie van killivisjes (Fundulidae). De wetenschappelijke naam van de soort is voor het eerst geldig gepubliceerd in 1882 door Jordan & Gilbert.